# Legislature del Regno d'Italia
Segue l'elenco delle ventitré legislature del Regno d'Italia, dal 1861 (proclamazione del Regno d'Italia) al 1946 (nascita della Repubblica Italiana).

## Storia
Si noti che le legislature seguivano la numerazione delle legislature del Regno di Sardegna, in segno dell'esistente continuità dinastica e costituzionale col precedente reame; di conseguenza, la prima legislatura fu l'VIII, cui seguirono la IX, la X, etc.
La composizione della Camera dei deputati del Regno d'Italia era determinata da elezioni politiche (inizialmente a suffragio ristretto, ma progressivamente allargato fino a giungere al suffragio universale maschile nel 1912), mentre i membri del Senato del Regno erano nominati dal sovrano e rimanevano in carica a vita.
Dopo l'avvento del fascismo (1922) e con il suo graduale instaurarsi in regime, dal 1924 in poi furono introdotte diverse variazioni contrarie all'originario spirito liberale dello Statuto del Regno; in particolare, dapprima fu adottato un sistema plebiscitario per le elezioni del 1929 e del 1934, quindi, alla scadenza della XXIX legislatura nel 1939, la Camera dei deputati fu soppressa e sostituita dalla Camera dei fasci e delle corporazioni i cui membri non erano sottoposti ad elezione. La XXX legislatura fu l'ultima del Regno d'Italia e durò dal 1939 al 1943, quando la Camera dei fasci e delle corporazioni fu sciolta appena dopo la caduta del fascismo. Seguì il Periodo costituzionale transitorio.

## Elenco
| Legislatura | Elezioni         | Inizio           | Fine              | Durata (giorni) | Durata (anni) | Numero di governi | Numero di Presidenti del Consiglio | Governi con un Presidente del Consiglio uguale al precedente |
| ----------- | ---------------- | ---------------- | ----------------- | --------------- | ------------- | ----------------- | ---------------------------------- | ------------------------------------------------------------ |
| VIII        | 27 gennaio 1861  | 18 febbraio 1861 | 7 settembre 1865  | 1662            | 4             | 6                 | 6                                  | —                                                            |
| IX          | 22 ottobre 1865  | 18 novembre 1865 | 13 febbraio 1867  | 452             | 2             | 3                 | 2                                  | 1                                                            |
| X           | 10 marzo 1867    | 22 marzo 1867    | 2 novembre 1870   | 1321            | 3             | 5                 | 3                                  | 2                                                            |
| XI          | 20 novembre 1870 | 5 dicembre 1870  | 20 settembre 1874 | 1385            | 4             | 2                 | 2                                  | —                                                            |
| XII         | 8 novembre 1874  | 23 novembre 1874 | 3 ottobre 1876    | 680             | 2             | 2                 | 2                                  | —                                                            |
| XIII        | 5 novembre 1876  | 20 novembre 1876 | 2 maggio 1880     | 1259            | 4             | 6                 | 3                                  | 3                                                            |
| XIV         | 16 maggio 1880   | 26 maggio 1880   | 2 ottobre 1882    | 859             | 2             | 2                 | 2                                  | —                                                            |
| XV          | 29 ottobre 1882  | 22 novembre 1882 | 27 aprile 1886    | 1252            | 4             | 4                 | 1                                  | 3                                                            |
| XVI         | 25 maggio 1886   | 10 giugno 1886   | 22 ottobre 1890   | 1595            | 4             | 4                 | 2                                  | 2                                                            |
| XVII        | 23 novembre 1890 | 10 dicembre 1890 | 27 settembre 1892 | 657             | 2             | 2                 | 2                                  | —                                                            |
| XVIII       | 6 novembre 1892  | 23 novembre 1892 | 8 maggio 1895     | 896             | 3             | 3                 | 2                                  | 1                                                            |
| XIX         | 26 maggio 1895   | 10 giugno 1895   | 2 marzo 1897      | 631             | 2             | 3                 | 2                                  | 1                                                            |
| XX          | 21 marzo 1897    | 5 aprile 1897    | 17 maggio 1900    | 1138            | 3             | 5                 | 2                                  | 3                                                            |
| XXI         | 3 giugno 1900    | 16 giugno 1900   | 18 ottobre 1904   | 1585            | 4             | 4                 | 4                                  | —                                                            |
| XXII        | 6 novembre 1904  | 30 novembre 1904 | 8 febbraio 1909   | 1531            | 5             | 6                 | 4                                  | 2                                                            |
| XXIII       | 7 marzo 1909     | 24 marzo 1909    | 29 settembre 1913 | 1650            | 4             | 4                 | 3                                  | 1                                                            |
| XXIV        | 26 ottobre 1913  | 27 novembre 1913 | 29 settembre 1919 | 2132            | 6             | 6                 | 5                                  | 1                                                            |
| XXV         | 16 novembre 1919 | 1º dicembre 1919 | 7 aprile 1921     | 493             | 2             | 3                 | 2                                  | 1                                                            |
| XXVI        | 15 maggio 1921   | 11 giugno 1921   | 25 gennaio 1924   | 958             | 3             | 5                 | 4                                  | 1                                                            |
| XXVII       | 6 aprile 1924    | 24 maggio 1924   | 21 gennaio 1929   | 1703            | 5             | 1                 | 1                                  | —                                                            |
| XXVIII      | 24 marzo 1929    | 20 aprile 1929   | 19 gennaio 1934   | 1735            | 5             | 1                 | 1                                  | —                                                            |
| XXIX        | 25 marzo 1934    | 28 aprile 1934   | 2 marzo 1939      | 1769            | 5             | 1                 | 1                                  | —                                                            |
| XXX         | Nessuna elezione | 23 marzo 1939    | 5 agosto 1943     | 1593            | 4             | 1                 | 1                                  | —                                                            |